# Gral-Glas
Gral-Glas war der Name einer Glashütte in Dürnau (Landkreis Göppingen). Als Gral-Glas-Werkstätten ab 1928 und als Gral-Glashütte GmbH ab 1955 stellte das Unternehmen Gebrauchs- und Kunstgegenstände aus Glas her.

## Geschichte

### Anfänge
Karl Seyfang (* 3. November 1881, † 22. Juni 1971) eröffnete im Jahre 1904 in Göppingen eine Kunsthandlung, die er 1918 in Kunstwerkstätte Seyfang umbenannte. 1930 gründete er zusammen mit H. Fischer die Firma Fischer & Seyfang Werkstätte für Glasveredelung. Sein Sohn Rolf Seyfang wurde kaufmännischer und künstlerischer Mitarbeiter. 1932 wurde die Gesellschaft in Gral-Glas-Werkstätten umbenannt. Die Namensänderung ist ein Glücksfall. Mit „Gral“ werden christliche, aber auch hochmittelalterlich-ritterliche Assoziationen verbunden. Zu diesem Zeitpunkt war die Firma noch keine Glasbläserei, sondern kaufte Rohgläser ein und bearbeitete diese. Bekannt wurde vor allem die Kelchglasgarnitur A50 aus dem Jahr 1932 und die Schale D605 nach Entwürfen von Karl Seyfang und Josef Stadler. Josef Stadler (* 1895, † 1977) war Designer des Unternehmens und später auch Geschäftsführer und Mitgesellschafter.
Der Glaskünstler und Fachlehrer für Glas- und Steinschnitt Wilhelm von Eiff wurde Berater des Unternehmens. Die Glasgestaltungen orientierten sich an den Stilrichtungen der 1920er und 1930er Jahre, aber auch an der neuen Sachlichkeit der Bauhaus-Bewegung. Deshalb befinden sich viele Produkte von Gral-Glas in Museen und Sammlungen. 1939 wurde ein Zweigbetrieb im Böhmerwald eingerichtet. Der Ausbruchs des Zweiten Weltkriegs verhinderte den Produktionsbeginn, aber Karl Seyfang konnte während des Krieges Rohgläser von anderen Hütten im Böhmerwald beziehen.

### Nachkriegszeit
Mit dem Eisernen Vorhang ging 1945 der Zugang zu den Zulieferbetrieben für Rohgläser im Böhmerwald verloren. Deshalb wurde schon 1946 in Göppingen eine Glasbläserei errichtet, die im August 1947 in Betrieb ging. Die Glasproduktion wurde durch Glasmacher aus Eleonorenhain übernommen, die ihre Heimat verlassen hatten. Viele aus Schlesien und aus Böhmen heimatvertriebene Glasfacharbeiter fanden bei Karl Seyfang Arbeit. Von den 250 Mitarbeitern, die das Unternehmen 1947 hatte, waren 90 % Heimatvertriebene.
Die Fertigungsstätte in Göppingen wurde rasch zu klein. Seit 1949 wurde in Dürnau eine neue Betriebsstätte eröffnet, die im Juli 1950 mit einem Zwölf-Hafen-Ofen in Betrieb genommen wurde. In Dürnau wurde im gleichen Jahr mit dem Bau der ersten Gralglassiedlung mit Werkswohnungen für die heimatvertriebenen Mitarbeiter begonnen. Der Göppinger Ofen dagegen wurde 1951 stillgelegt. 1953 hatte die Hütte in Dürnau 220 und die Hütte in Göppingen 160 Beschäftigte.
Im Zusammenhang mit der Betriebsverlagerung nach Dürnau wurde 1950 die Firma Gral-Glashütte GmbH gegründet. Die Gesellschafter waren Rolf Seyfang, der Sohn von Karl Seyfang mit 74,16 Prozent, Kurt Seyfang, der Bruder von Rolf Seyfang mit 20,83 Prozent, der Senior Karl Seyfang mit 3,33 Prozent sowie Designer Joseph Stadler mit 1,68 %. Joseph Stadler wird außerdem Geschäftsführer und übt diese Tätigkeit bis zum 15. Februar 1974 aus. Gleichzeitig wurde auch eine offene Handelsgesellschaft unter dem Namen Gral-Glaswerkstätten Karl und Rolf Seyfang in Dürnau gegründet. Die Familie blieb damit Eigentümer des Betriebsanwesens.
1955 hatte das Unternehmen in Dürnau 400 Mitarbeiter, von denen immer noch fast drei Viertel Heimatvertriebene waren. Es firmierte jetzt unter dem Namen Gral-Glashütte GmbH, Dürnau.

### Übernahme der Glashütte Leichlingen
1959 übernahm es die Glashütte Leichlingen bei Köln, die eine reine Vertriebsgesellschaft war. Die Produkte bezog das Unternehmen vorzugsweise in Jugoslawien, Italien und Rumänien. Ergänzt wurde die Glaskollektion von Leichlingen durch Besteckartikel, die in Japan eingekauft werden. Eine eigene Produktion für betrieb die Glashütte Leichlingen nicht. Sie hatte auch keine Arbeitnehmer, sondern wurde von Gral-Glas mitbetreut. Die Kunden beider Firmen deckten sich weitgehend und bestanden aus führenden Fachgeschäften der Glas-, Porzellan- und Kunstgewerbeeinzelhändler. Die Glashütte Leichlingen stellte allerdings fünf Jahre später den Betrieb ein, da die räumlichen Verhältnisse nicht mehr ausreichend waren. Der Betrieb wurde nach Dürnau verlegt.
1969 erhielt Rolf Seyfang das Bundesverdienstkreuz erster Klasse; im gleichen Jahr wurde das Lagergebäude durch einen Brand schwer beschädigt. Zwei Jahre später wurde die Josephinenhütte in Schwäbisch Gmünd von Gralglas übernommen.

### Niedergang
Nach einer langjährigen Blütezeit in den 1970er Jahren geriet das Unternehmen ab 1976 in eine Abschwungphase. Noch 1976/77 wurde Bleiglas eingeführt, um die Gläser spülmaschinenfest zu machen. Doch die Innovation griff nicht. Mit einem Verlust von fast einem Drittel des Marktes gingen die Steigerungen der Kosten einher. Dem Unternehmen Gralglas, das seit 1961 mit Gastarbeitern gearbeitet hatte, wurden die hohen Lohnkosten durch die erforderliche Handarbeit in der Produktion zum Verhängnis. Modernisierungsmaßnahmen zeigten keinen Erfolg. Das Unternehmen arbeitete weiterhin mit Verlusten, die teilweise durch den Verkauf von Werkswohnungen ausgeglichen wurden. 1980 wurden noch 235 Arbeitnehmer beschäftigt und ein Umsatz von 13 Millionen DM erzielt. 1981 brach der Umsatz ein. 42 Arbeitnehmern wurde gekündigt. Dennoch entstand ein Verlust in Höhe von 2,4 Millionen DM.

### Das erste Konkursverfahren
Rolf Seyfang stellte am 20. Oktober 1981 beim Amtsgericht Göppingen den Antrag auf Eröffnung eines gerichtlichen Vergleichsverfahrens zur Abwendung eines Konkurses. Zum Verwalter wurde der Stuttgarter Rechtsanwalt Dr. Volker Grub bestellt. Die weiter anhaltenden Verluste und der Umstand, dass nicht einmal die Löhne bezahlt werden konnten, führten dazu, dass schon am 1. Dezember 1981 der Anschlusskonkurs eröffnet wurde. Grub führte den Betrieb unter schwierigen Bedingungen weiter.
Grub stellte zu den Ursachen der Insolvenz fest, sie sei durch den verstärkten Wettbewerbsdruck durch Importe aus dem Ostblock und maschinell hergestellte Gläser entstanden – Gral-Glas war noch eine Mundbläserei. Bei der Fertigung von Bleikristallglas war es nicht gelungen, annehmbare Ausschussquoten zu erzielen. Auch die Qualität der Produkte hätte nachgelassen. Gral-Glas hielt an seinen alten Mustern und Formen fest und hatte es versäumt, sich an den gewandelten Geschmack anzupassen. Letztlich war auch das Verhältnis der Führungskräfte zu ihrem Inhaber Rolf Seyfang gestört. Rolf Seyfang hatte sich altershalber aus dem Tagesgeschäft zurückgezogen, war jedoch noch der alleinige Geschäftsführer. Die Führungsaufgaben hatte er jedoch bereits an Dr. Hubert Merk übertragen, der als faktischer Geschäftsführer tätig war. Beide hatten sich nach dem Insolvenzantrag überworfen.
Bei Abschluss des Konkursverfahrens 1987 konnte der Konkursverwalter gerade einmal 470.000 DM an die Gläubiger ausschütten. Sie erhielten damit eine Zahlungsquote von 14 %.

### Einstieg von Hubert Merk
Dr. Merk hatte jedoch an dem Unternehmen Interesse gefunden und entschloss sich, es in stark verkleinertem Umfang weiterzuführen. Er übernahm von Konkursverwalter Grub die nicht überschuldete Glashütte Leichlingen GmbH und nannte sie in Gral-Kristallglas-Manufaktur GmbH & Co. KG um. Mit dieser Gesellschaft übernahm er die wesentlichen Vermögensgegenstände und 69 Arbeitnehmer der Gral-Glashütte.
Das Betriebsanwesen blieb in Besitz von Rolf Seyfang. 1984 musste dieser auch für seine Besitzgesellschaft, die Gral-Glaswerkstätten Rolf Seyfang, Konkurs anmelden. Konkursverwalter wurde der Stuttgarter Rechtsanwalt Hans Ringwald. Aus diesem Konkurs konnte Dr. Merk das Betriebsanwesen in Dürnau für den Kaufpreis von 1,2 Mio. DM erwerben.
Doch auch Dr. Merk scheiterte. Die Gral-Kristallglas-Manufaktur GmbH & Co. KG meldete 1987 ebenfalls ein Konkursverfahren an.

### Ein letzter Konkurs
Die Marke hatte immer noch eine solche Strahlkraft, dass es weitere Versuche gab, die Marke wieder zu beleben. Eine neu gegründete Gral-Glas-Manufaktur GmbH übernahm aus dem Konkurs der Merk-Gesellschaft die wesentlichen Assets.
Das endgültige Aus kam am 30. Juli 1992. Das Amtsgericht Göppingen lehnte an diesem Tag einen Konkursantrag der Gral-Glas-Manufaktur GmbH, vertreten durch Edgar Auer, mangels Masse ab.
Die Ursache für die Konkurse war in diesen Jahren die ständig sinkende Nachfrage nach hochwertigem Glas. Eine Mundbläserei, wie bei Gral-Glas, war in Deutschland mit hohen Lohnkosten verbunden. Dazu kam der Wettbewerb der maschinell hergestellten und damit wesentlich preisgünstigeren Gläser.

## Künstler
Künstler wie Konrad Habermeier und Karl Wiedmann, Livio Seguso, Hans Theo Baumann und Cuno Fischer schufen Entwürfe für Gralglas.

## Museum und Ausstellungen

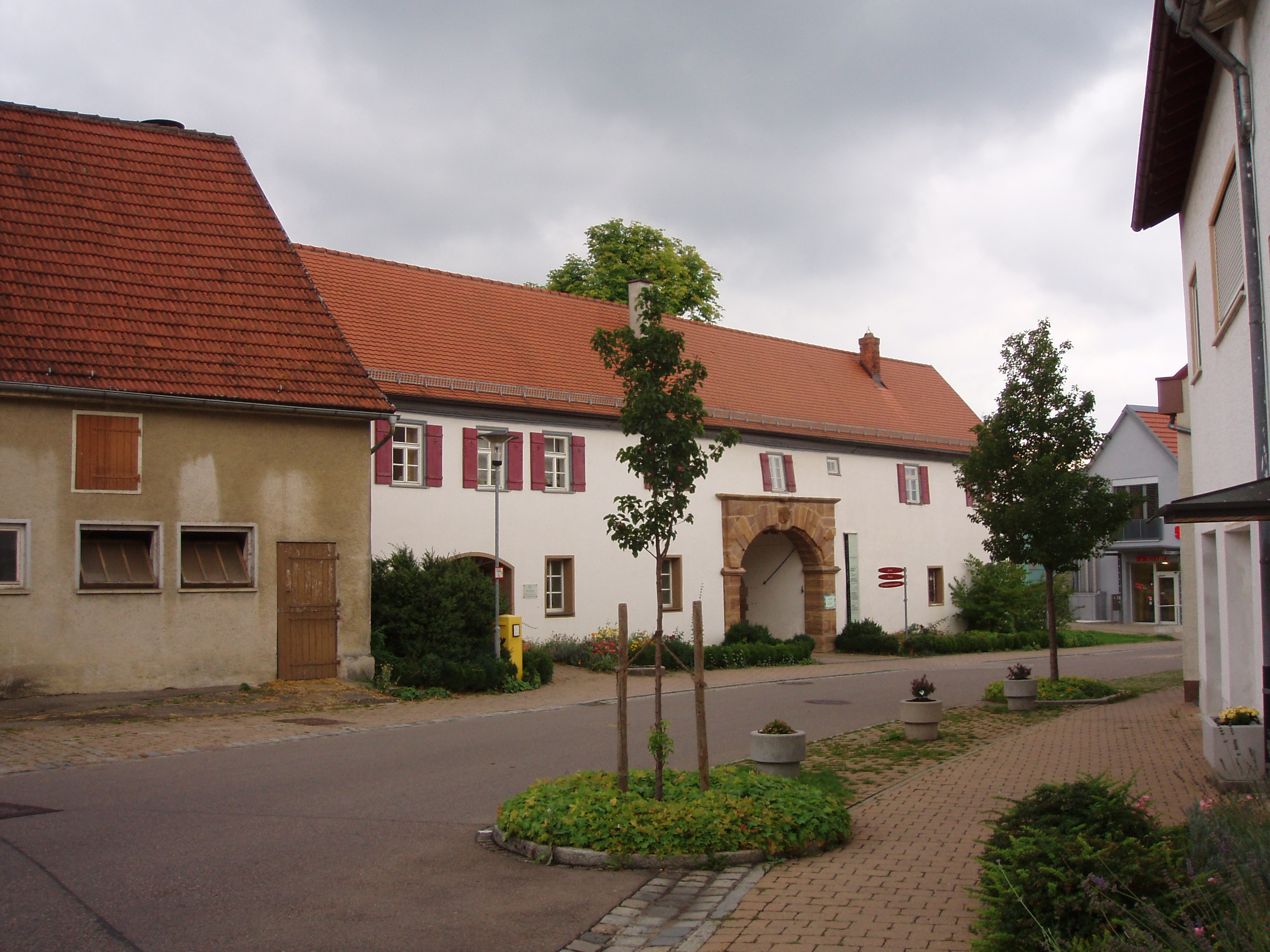
Zugang zum Gralglasmuseum in Dürnau

Im Gralglasmuseum in Dürnau sind Exponate zur Glasherstellung, zur Unternehmensgeschichte und zur Produktpalette zu sehen. Es befindet sich in der Bahnhofstraße in Dürnau im Durchgang zu den Überresten des Dürnauer Wasserschlosses.
Repräsentative Beispiele aus der Zusammenarbeit von Konrad Habermeier und Karl Wiedmann mit Gralglas Dürnau gingen 1982 mit der Schenkung des Stuttgarter Kunsthistorikers Wolfgang Kermer an das Glasmuseum Frauenau.
Im Jahr 2011 war die Ausstellung Gralglas. 1930-1981. Ein Beispiel des deutschen Designs in der Pinakothek der Moderne in München zu sehen. Die Wanderausstellung war unter dem Titel Gralglas Dürnau. Deutsches Design 1930-1981 im selben Jahr im Museum Kunstpalast in Düsseldorf gezeigt worden. Im Frühjahr 2012 wurde sie im Finnischen Glasmuseum in Riihimäki präsentiert sowie 2015 im Göppinger Stadtmuseum.
Eine Ausstellung im Landesgewerbeamt Stuttgart zeitigte große Erfolge für die Produkte von Gralglas.

## Grundschule Dürnau-Gammelshausen
Das von Gralglas gestiftete Fenster befand sich im Treppenhaus der Schule. Es war von Professor Konrad Habermeier entworfen und ausgeführt worden und 1955 in das neue Schulgebäude eingebaut worden. Dargestellt war eine intakte Familie, umgeben von Symbolen des Lehrens und Lernens, der Landwirtschaft und der Glasindustrie, den Wappen von Dürnau, Gammelshausen, Göppingen und Baden-Württemberg. Nach unten abgeschlossen wurde die Darstellung durch Symbole für die vier Elemente nach Empedokles.
Die Mitte des Fensters bestand aus durchsichtigem Rohglas, die Rahmenfiguren aus durchscheinendem Rohglas. Die Symbole waren eingeschliffen. Licht und Landschaft waren gestaltende Elemente. Das Gralglasfenster fiel dem Schulumbau 1992 zum Opfer.